# Selección de fútbol sub-20 de Costa Rica
La Selección de fútbol sub-20 de Costa Rica es el representante costarricense que representa en competiciones de la categoría sub-20.

## Historia
Integró su primera nómina de la historia en 1954, con motivo de la organización del primer Campeonato Centroamericano y del Caribe de fútbol juvenil, para jóvenes de 19 años. El equipo al mando del técnico Santiago Bonilla, se anexó el título en forma invicta en el certamen realizado en San José, desde el 5 hasta el 19 de diciembre de 1954. En esa oportunidad consiguió siete puntos y se hizo con el título, con partidos que tenían una duración de 40 minutos cada tiempo.
En cuanto a goleadores, Winston Parks es el máximo anotador en esta selección con dieciocho tantos, seguido por Joel Campbell quien logró trece. El conjunto costarricense es el tercer país con más presencias en la Copa Mundial Sub-20 con nueve, por detrás de Estados Unidos y México. Su mayor desempeño en este torneo internacional lo tuvo en la edición de 2009, llevada a cabo Egipto, escenario donde logró el cuarto lugar.

## Estadísticas

### Copa Mundial Sub-20
| Edición | Resultado        | Posición     | PJ           | PG           | PE           | PP           | GF           | GC           | Dif.         |
| ------- | ---------------- | ------------ | ------------ | ------------ | ------------ | ------------ | ------------ | ------------ | ------------ |
| 1977    | No clasificó     | No clasificó | No clasificó | No clasificó | No clasificó | No clasificó | No clasificó | No clasificó | No clasificó |
| 1979    | No clasificó     | No clasificó | No clasificó | No clasificó | No clasificó | No clasificó | No clasificó | No clasificó | No clasificó |
| 1981    | No clasificó     | No clasificó | No clasificó | No clasificó | No clasificó | No clasificó | No clasificó | No clasificó | No clasificó |
| 1983    | No clasificó     | No clasificó | No clasificó | No clasificó | No clasificó | No clasificó | No clasificó | No clasificó | No clasificó |
| 1985    | No clasificó     | No clasificó | No clasificó | No clasificó | No clasificó | No clasificó | No clasificó | No clasificó | No clasificó |
| 1987    | No clasificó     | No clasificó | No clasificó | No clasificó | No clasificó | No clasificó | No clasificó | No clasificó | No clasificó |
| 1989    | Fase de grupos   | 14.°         | 3            | 1            | 0            | 2            | 2            | 4            | -2           |
| 1991    | No clasificó     | No clasificó | No clasificó | No clasificó | No clasificó | No clasificó | No clasificó | No clasificó | No clasificó |
| 1993    | No clasificó     | No clasificó | No clasificó | No clasificó | No clasificó | No clasificó | No clasificó | No clasificó | No clasificó |
| 1995    | Fase de grupos   | 10.°         | 3            | 1            | 0            | 2            | 3            | 6            | -3           |
| 1997    | Fase de grupos   | 21.°         | 3            | 0            | 1            | 2            | 3            | 11           | -8           |
| 1999    | Octavos de final | 15.°         | 4            | 1            | 1            | 2            | 4            | 7            | -3           |
| 2001    | Octavos de final | 9.°          | 4            | 3            | 0            | 1            | 8            | 4            | 4            |
| 2003    | No clasificó     | No clasificó | No clasificó | No clasificó | No clasificó | No clasificó | No clasificó | No clasificó | No clasificó |
| 2005    | No clasificó     | No clasificó | No clasificó | No clasificó | No clasificó | No clasificó | No clasificó | No clasificó | No clasificó |
| 2007    | Fase de grupos   | 17.°         | 3            | 1            | 0            | 2            | 2            | 3            | -1           |
| 2009    | Cuarto lugar     | 4.°          | 7            | 3            | 1            | 3            | 10           | 11           | -1           |
| 2011    | Octavos de final | 15.°         | 4            | 1            | 0            | 3            | 6            | 12           | -6           |
| 2013    | No clasificó     | No clasificó | No clasificó | No clasificó | No clasificó | No clasificó | No clasificó | No clasificó | No clasificó |
| 2015    | No clasificó     | No clasificó | No clasificó | No clasificó | No clasificó | No clasificó | No clasificó | No clasificó | No clasificó |
| 2017    | Octavos de final | 12.°         | 4            | 1            | 1            | 2            | 3            | 4            | -1           |
| 2019    | No clasificó     | No clasificó | No clasificó | No clasificó | No clasificó | No clasificó | No clasificó | No clasificó | No clasificó |
| 2023    | No clasificó     | No clasificó | No clasificó | No clasificó | No clasificó | No clasificó | No clasificó | No clasificó | No clasificó |
| 2025    | No clasificó     | No clasificó | No clasificó | No clasificó | No clasificó | No clasificó | No clasificó | No clasificó | No clasificó |
| Total   | Cuarto lugar     | 9/24         | 35           | 12           | 4            | 19           | 41           | 62           | -21          |

### Campeonato Sub-20 de la Concacaf
| Edición | Resultado        | PJ           | PG           | PE           | PP           | GF           | GC           | DF           |
| ------- | ---------------- | ------------ | ------------ | ------------ | ------------ | ------------ | ------------ | ------------ |
| 1962    | Cuarto lugar     | 6            | 3            | 1            | 2            | 18           | 9            | 9            |
| 1964    | No participó     | No participó | No participó | No participó | No participó | No participó | No participó | No participó |
| 1970    | No participó     | No participó | No participó | No participó | No participó | No participó | No participó | No participó |
| 1973    | No participó     | No participó | No participó | No participó | No participó | No participó | No participó | No participó |
| 1974    | Fase de grupos   | 3            | 1            | 1            | 1            | 4            | 2            | 2            |
| 1976    | No participó     | No participó | No participó | No participó | No participó | No participó | No participó | No participó |
| 1978    | Cuarto lugar     | 7            | 5            | 1            | 1            | 17           | 6            | 11           |
| 1980    | Fase de grupos   | 3            | 1            | 0            | 2            | 5            | 7            | -2           |
| 1982    | Tercer lugar     | 7            | 4            | 2            | 1            | 17           | 7            | 10           |
| 1984    | Fase de grupos   | 6            | 2            | 2            | 2            | 13           | 7            | 6            |
| 1986    | No participó     | No participó | No participó | No participó | No participó | No participó | No participó | No participó |
| 1988    | Campeón          | 7            | 6            | 1            | 0            | 19           | 4            | 15           |
| 1990    | Fase de grupos   | 4            | 3            | 0            | 1            | 11           | 3            | 8            |
| 1992    | Fase de grupos   | 3            | 1            | 1            | 1            | 4            | 2            | 2            |
| 1994    | Subcampeón       | 6            | 3            | 1            | 2            | 18           | 7            | 11           |
| 1996    | Cuarto lugar     | 5            | 4            | 0            | 1            | 12           | 4            | 8            |
| 1998    | Clasificado      | 3            | 2            | 1            | 0            | 6            | 1            | 5            |
| 2001    | Clasificado      | 3            | 2            | 1            | 0            | 12           | 2            | 10           |
| 2003    | No clasificó     | No clasificó | No clasificó | No clasificó | No clasificó | No clasificó | No clasificó | No clasificó |
| 2005    | Fase de grupos   | 3            | 1            | 1            | 1            | 3            | 4            | -1           |
| 2007    | Clasificado      | 3            | 2            | 1            | 0            | 6            | 3            | 3            |
| 2009    | Campeón          | 5            | 3            | 2            | 0            | 6            | 1            | 5            |
| 2011    | Subcampeón       | 5            | 4            | 0            | 1            | 15           | 5            | 10           |
| 2013    | Fase de grupos   | 3            | 1            | 0            | 2            | 2            | 3            | -1           |
| 2015    | No clasificó     | No clasificó | No clasificó | No clasificó | No clasificó | No clasificó | No clasificó | No clasificó |
| 2017    | Cuarto lugar     | 5            | 2            | 1            | 2            | 5            | 5            | 0            |
| 2018    | Fase de grupos   | 6            | 4            | 1            | 1            | 15           | 5            | 10           |
| 2022    | Cuartos de final | 5            | 2            | 1            | 2            | 8            | 5            | 3            |
| 2024    | Cuartos de final | 4            | 1            | 1            | 2            | 5            | 4            | 1            |
| Total   | 22/29            | 102          | 57           | 20           | 25           | 221          | 98           | 123          |

## Partidos

### Últimos y próximos encuentros
| Fecha      | Ciudad      | Local          | Resultado | Visitante   | Competición                     |
| ---------- | ----------- | -------------- | --------- | ----------- | ------------------------------- |
| 19-01-2024 | Tegucigalpa | Costa Rica     | 7:1       | Belice      | Torneo Uncaf Sub-20 2024        |
| 21-01-2024 | Tegucigalpa | Costa Rica     | 1:1       | Cuba        | Torneo Uncaf Sub-20 2024        |
| 23-01-2024 | Tegucigalpa | Guatemala      | 4:2       | Costa Rica  | Torneo Uncaf Sub-20 2024        |
| 25-01-2024 | Tegucigalpa | Honduras       | 3:2       | Costa Rica  | Torneo Uncaf Sub-20 2024        |
| 05-03-2024 | San José    | Costa Rica     | 1:2       | Venezuela   | Partido amistoso                |
| 07-03-2024 | San José    | Costa Rica     | 1:0       | Venezuela   | Partido amistoso                |
| 23-03-2024 | Toluca      | Costa Rica     | 1:0       | Honduras    | Partido amistoso                |
| 25-03-2024 | Toluca      | México         | 4:1       | Costa Rica  | Partido amistoso                |
| 07-05-2024 | Lima        | Perú           | 3:2       | Costa Rica  | Partido amistoso                |
| 02-07-2024 | San José    | Costa Rica     | 2:2       | El Salvador | Partido amistoso                |
| 05-07-2024 | San José    | Costa Rica     | 1:0       | El Salvador | Partido amistoso                |
| 19-07-2024 | Celaya      | Cuba           | 1:1       | Costa Rica  | Campeonato Sub-20 Concacaf 2024 |
| 22-07-2024 | Celaya      | Costa Rica     | 3:0       | Jamaica     | Campeonato Sub-20 Concacaf 2024 |
| 25-07-2024 | León        | Estados Unidos | 1:0       | Costa Rica  | Campeonato Sub-20 Concacaf 2024 |
| 31-07-2024 | Irapuato    | México         | 2:1       | Costa Rica  | Campeonato Sub-20 Concacaf 2024 |

## Copa Mundial 2009
La selección de Costa Rica fue uno de los 24 equipos participantes en la Copa Mundial de Fútbol Sub-20 de 2009, torneo que se llevó a cabo entre el 24 de septiembre y el 16 de octubre de 2009 en Egipto.
En el sorteo la selección de Costa Rica quedó en el Grupo E junto con Australia, Brasil y República Checa.
Costa Rica terminó en cuarta posición del Mundial Sub-20 de Egipto al perder con Hungría por penales (2-0), después de que el tiempo reglamentario terminara en empate (1-1), con un tanto del equipo europeo en el descuento (91) marcado de penal por Vladimir Koman.
| Guardametas - Esteban Alvarado - Minor Álvarez - Danny Carvajal | Defensas - José Mena - Roy Smith - Kenner Gutiérrez - Derrick Johnson - Ricardo Blanco - Cristian Gamboa - Bryan Oviedo - Pedro Leal | Centrocampistas - David Guzmán - Diego Estrada - Diego Madrigal - Allen Guevara - Carlos Hernández Delanteros - Marco Ureña - Jorge Castro - Josué Martínez - Daniel Varela - Esteban Luna DT Ronald González |

## Palmarés

### Títulos oficiales
| Competición                      |            |            |              |
| Competición                      | Títulos    | Subtítulos | Tercer lugar |
| -------------------------------- | ---------- | ---------- | ------------ |
| Campeonato Sub-20 de la Concacaf | 1988, 2009 | 1994, 2011 | 1982         |
| Total                            | 2          | 2          | 1            |

### Distinciones individuales

#### Copa Mundial FIFA
| Mejor portero    | Edición |
| ---------------- | ------- |
| Esteban Alvarado | 2009    |

#### Campeonato Sub-17 de la Concacaf
| Máximo goleador       | Goles | Edición |
| --------------------- | ----- | ------- |
| Jean Carlos Solórzano | 3     | 2007    |
| Josué Martínez        | 3     | 2009    |
| Joel Campbell         | 6     | 2011    |